# جیاونان (شاندونگ)
جیاونان (شاندونگ) (به لاتین: Jiaonan) یک منطقهٔ مسکونی در جمهوری خلق چین است که در چینگدائو واقع شده‌است.

## خصوصیات
جیاونان ۱٬۸۳۷ کیلومترمربع مساحت و ۸۴۰٬۰۰۰ نفر جمعیت دارد و ۴ متر بالاتر از سطح دریا واقع شده‌است.